# Таштып (село)
Ташты́п (хак. Тас тып — каменное дно) — село в России, административный центр Таштыпского района Республики Хакасия. Расположено на одноимённой реке.

## География
Расположен в просторной долине в 150 км на юго-запад от Абакана. В 22 км на юго-восток находится город Абаза. Всего в Таштыпе 62 улицы. Расположен на региональной автодороге 95К-002  Абакан — Ак-Довурак. Расстояние до ближайшей железнодорожной станции Абаза 32 км.

## История
Таштып был основан в XVIII веке красноярскими казаками. В 1755 — 1758 годах, в связи с угрозой вторжения китайской армии на Алтай, охрану всей южно-сибирской пограничной линии несут казачьи гарнизоны, образовав  там свои деревни, станицы и форпосты. Такими населенными пунктами, в частности, были Арбаты, Таштып, Нижний Имек, Монок, Табат, Означенная, Большой Луг, Чехан, Бузуново, Шадат, Каратуз, Оя, Кебеж, Суэтук, Саянская, Каптырево и ряд других, общим числом более 65. В рукописном труде известного в прошлом учёного-путешественника П. С. Палласа «Путешествие по разным провинциям Российского государства в 1772-1773 годах» (издание Санкт-Петербург. 1778 г.) о наших местах сказано следующее: «Таштып - есть самое последнее русское жилище в степи, Мунгалию ограничивающее. На берегу одноимённой реки стоят пять дворов красноярских казаков, добровольно поселившихся в этих местах для содержания пограничного караула. Казаки имеют пашню, сенокосы, охотничают и держат под своим доглядом всю территорию. На реке они построили водяную мельницу. Сам же пост состоит из деревянного караульного дома, ограждённого деревянным заплотом (забором - прим. авт.) из кругляка и деревянными же, заостренными с концов, рогатками. Службу здесь несут "охотники" - казаки-годовальщики из Красного Яра. Таштыпский караул прикрывает собою степь с западного направления. Дорога от Таштыпа до Кузнецка идёт на запад, вверх по Малой Зее через реку Майдар и горами до Узаса, впадающего в Мразу. Затем сплавом по горной реке, всего пути два дня. Чаще же ездят к вершинам томским да саянским ... четыре дня верхи (верхом) и по реке плотом. Далее, до Кузнецкой линии горами не проведено никакой межи – самими горами место крепкое…". История сохранила для потомков имена казаков, основавших Таштыпский казачий караул: Ворошилов, Зырянов, Кузьмин, Смольянинов, Шахматов и Юшков. Во всяком случае, это их подписи стоят под прошением тобольскому генерал-губернатору о разрешении основать передовой казачий караул-форпост, на свободных землях южно-сибирской окраины Русского государства. Для этой цели, от Бийска на Алтае и до Саянского острога, расположенного на краю Минусинской котловины, в 1741 году царским правительством было принято решение об учреждении в Сибири новой Кузнецкой пограничной линии. Вначале это был казачий караульный пост, служивший самым западным опорным пунктом защиты русского приграничья от набегов джунгар. Затем караульный пост Таштып преобразован в казачью станицу. Это произошло в 1852 году, когда станичное правление было перенесено в Таштып из Арбатов. Здесь располагалось управление (штаб) 5-й Таштыпской казачьей сотни, одним из командиров которой был казачий офицер Марк Суриков, родственник великого русского художника В. И. Сурикова. Неподалёку от Таштыпа возникли новые казачьи выселки — Нижний Имек. В конце XIX — начале XX века в эти благодатные места на постоянное место жительства прибыло немало крестьян-переселенцев из центральных губерний России. В Таштыпе казаками была построена Христорождественская церковь, здесь наряду с казаками жили купцы и золотопромышленники. Поэтому Таштып в царское время был центром распространения русской православной культуры и образования среди неграмотных в основной массе хакасов.
В начале 1920-х жителями деревень Нижний Имек, Бутрахты, Таштып, Большой Бор была основана деревня Верхний Имек.

## Инфраструктура
Крупные предприятия : Таштыпское дорожное ремонтно-строительное управление (ремонт и строительство дорог), лесхоз «Таштыпский».
В Таштыпе находятся 2 средние общеобразовательные школы, профтехучилище, 2 библиотеки, музей, Христорождественский храм. Издаются газеты «Земля Таштыпская», «Таштыпский вестник».
Есть дом культуры. На площади около него стоит памятник В. И. Ленину.

## Население
| 1939  | 1959  | 1970  | 1979  | 1989  | 2002  | 2010  |
| ----- | ----- | ----- | ----- | ----- | ----- | ----- |
| 5452  | ↘4997 | ↗5359 | ↗6086 | ↗7536 | ↘6473 | ↘6423 |
| 2012  | 2013  | 2014  | 2015  | 2016  | 2017  | 2018  |
| ↘6312 | ↘6175 | ↘6034 | ↘5932 | ↘5923 | ↗5962 | ↘5946 |
| 2019  | 2020  | 2021  |       |       |       |       |
| ↘5938 | ↘5921 | ↗6834 |       |       |       |       |

Национальный состав
Число хозяйств: 2380. Население (2004): 6336 человек, в том числе русские (55,2 %),  хакасы (25,4 %), др. народности (23,4 %).

## Известные жители
Петр Матвеевич Сипкин,  полковник. кавалер шести боевых орденов Российской империи. Служил в Красноярском казачьем дивизионе командиром 3-й сотни. С началом первой мировой войны добровольцем ушел на фронт. Служил в 1-м Амурском казачьем полку. Погиб в 1917 г. под Тернополем в Галиции. Похоронен в Красноярске. Байкалов Анатолий Васильевич, родился в 1882 г.  родом из казачьей семьи станицы Таштып Минсинского уезда. С 1920 г. в эмиграции. Известный общественный деятель  русской эмиграции. В посёлке работал и жил несколько лет Григорий Трофимович Зорин (1920—1976), Герой Советского Союза (1945).